# Rochester Ward
Rochester Ward var en civil parish 1866–1958 när det uppgick i Rochester, i grevskapet Northumberland i England. Civil parish var belägen 22 km från Kielder och hade 287 invånare år 1951. Det inkluderade byn Rochester och Byrness, Catcleugh, Horsley, Redesdale Camp och Whitelee.